# Johann I. (Liegnitz-Lüben)
Johann I. (auch Johann von Lüben; * 1425; † nach 21. November 1453) war 1441–1446 Herzog von Lüben, 1441–1453 Herzog von Ohlau und 1449–1453 Herzog von Liegnitz.

## Herkunft und Familie
Johann entstammte dem Geschlecht der Schlesischen Piasten. Seine Eltern waren Herzog Ludwig III. und Margarete († 1454/55), Tochter des Oppelner Herzogs Bolko IV.
1445 vermählte sich Johann mit der damals fünfzehnjährigen Hedwig († 1471), Tochter des Herzogs Ludwig II. von Liegnitz. Der Ehe entstammte der einzige Sohn Friedrich I.

## Leben
Nach dem Tod des Vaters 1441 erbte Johann Lüben und Ohlau, während seinem jüngeren Bruder Heinrich X. Haynau und Goldberg zufielen. Zugleich übernahmen sie den väterlichen Anspruch auf das Erbe des 1436 verstorbenen Herzogs Ludwig II. von Liegnitz und Brieg, der ein Stiefbruder ihres Großvaters Heinrich IX. war. Wegen Geldmangel verkauften sie 1446 Lüben an Heinrich IX. von Glogau und verpfändeten Haynau.
Obwohl sich Johann 1445 mit Ludwigs II. Tochter Hedwig vermählt hatte und die Fortsetzung des Familienzweigs mit der Geburt seines Sohnes Friedrich I. 1446 gesichert war, konnte er seinen Anspruch auch 1449, nach dem Tod von Ludwigs II. Witwe Elisabeth von Brandenburg, die Liegnitz als Leibgedinge verwaltete, nicht durchsetzen. Wie schon bei Ludwigs Tod 1436 forderte der böhmische König auch 1449 den Heimfall des Herzogtums, da es versäumt wurde, einen 1420 geschlossenen Erbvertrag zwischen den Familienzweigen Liegnitz und Lüben vom böhmischen Landesherrn bestätigen zu lassen. Das Liegnitzer Patriziat und der Rat der Stadt nutzten die rechtlich nicht geklärte Situation, um sich unmittelbar der Krone Böhmen zu unterstellen und so den Status einer Königlichen Stadt zu erreichen. Deshalb lehnten sie Johann, der sich nun als der rechtmäßige Nachfolger seiner Schwiegermutter Elisabeth betrachtete, sowie dessen Huldigung ab. Wegen der Auseinandersetzungen floh er 1451 nach Haynau.
Nachdem Johanns Bruder Heinrich 1452 starb, kämpfte Johann, dessen Frau Hedwig mit ihrem Sohn Friedrich aus der Stadt verwiesen worden war, bei Waldau nordwestlich von Liegnitz mit Waffen um sein Recht, wurde jedoch von seinen Gegnern geschlagen. Neben einer Geldstrafe musste er am 19. September 1452 formal auf sein Recht verzichten. Zwar gab er seine Hoffnung nicht auf, starb aber schon ein Jahr später. Der Liegnitzer Lehnstreit, der auf das Jahr 1436 zurückging, zog sich noch bis 1469 hin. In diesem Jahr wurde Johanns Sohn Friedrich I. rechtmäßiger Herzog von Liegnitz.